# Maja Zrnec
Maja Zrnec (* 31. Mai 1988 in Ljubljana, SFR Jugoslawien) ist eine ehemalige slowenische Handballspielerin, die dem Kader der slowenischen Nationalmannschaft angehörte. Mittlerweile ist sie als Handballtrainerin tätig.

## Karriere

### Im Verein
Zrnec spielte anfangs beim slowenischen Spitzenverein Rokometni Klub Krim, mit dem sie mehrfach die slowenische Meisterschaft sowie den slowenischen Pokal gewann. Im Sommer 2014 schloss sich die Außenspielerin dem Ligakonkurrenten RK Žalec an. Im Februar 2015 wechselte sie zum polnischen Erstligisten Vistal Gdynia. Nachdem Zrnec bis zum Saisonende 2014/15 insgesamt 13 Treffer in 11 Spielen erzielt hatte, lief ihr Vertrag bei Vistal Gdynia aus.
Zrnec wurde im September 2015 vom deutschen Bundesligisten Frisch Auf Göppingen verpflichtet, um den verletzungsbedingten Ausfall von Iris Guberinić zu kompensieren. Ein Jahr später schloss sich Zrnec dem deutschen Zweitligisten DJK/MJC Trier an, bei dem sie auf der Position Rückraum Mitte eingesetzt wurde. Dort beendete Zrnec nach der Saison 2018/19 ihre Karriere.

### In der Nationalmannschaft
Zrnec absolvierte 33 Länderspiele für die slowenische Nationalmannschaft, in denen sie 56 Treffer erzielte. Mit der slowenischen Auswahl belegte sie den 16. Platz bei der Europameisterschaft 2010. Zrnec lief in allen drei Vorrundenspielen auf und erzielte insgesamt sieben Treffer.

### Als Trainerin
Zrnec war ab der Saison 2019/20 beim luxemburgischen Verein HB Museldall als Trainerin tätig. In ihrer ersten Saison trainierte sie eine Jugendmannschaft sowie die 2. Damenmannschaft. Anschließend betreute sie die in der höchsten luxemburgischen Spielklasse antretende 1. Damenmannschaft. Unter ihrer Leitung schloss die Damenmannschaft die Spielzeit 2020/21 mit dem vierten Platz ab. Als Zrnec im Dezember 2021 den Verein verließ, befand sich Museldall auf dem dritten Platz der luxemburgischen Liga. Anschließend übernahm Zrnec den deutschen Zweitligisten TV Beyeröhde, den sie drei Monate trainierte. In der Saison 2023/24 war sie Co-Trainerin beim SV Gerolstein. Seit der Saison 2024/25 ist sie Cheftrainerin der Herrenmannschaft des HSC Igel in der Verbandsliga West.